# Meridiano 141 E
O meridiano 141 E é um meridiano que, partindo do Polo Norte, atravessa o Oceano Ártico, Ásia, Oceano Pacífico, Australásia, Oceano Índico, Oceano Antártico, Antártida e chega ao Polo Sul. Forma um círculo máximo com o Meridiano 39 W.
Na Nova Guiné, o meridiano 141° Este define parte da fronteira terrestre entre a Indonésia e a Papua-Nova Guiné. O Rio Fly forma a fronteira onde o seu curso intersecta o meridiano 141º Este. A sul do Rio Fly, o limite desvia-se ligeiramente para leste e depois segue paralelo a este meridiano.
Na Austrália forma a fronteira oriental da Austrália Meridional com Queensland e Nova Gales do Sul. A fronteira entre a Austrália Meridional e Victoria foi originalmente delimitada para coincidir com o meridiano, mas erros de medição resultaram na fronteira estar 3,6 km a oeste desta linha (ver Conflito fronteiriço Austrália Meridional-Victoria).
Começando no Polo Norte, o meridiano 141º Este tem os seguintes cruzamentos sucessivos:
| País, território ou mar              | Notas |
| ------------------------------------ | --- |
| Oceano Ártico                        | |
| Rússia                               | Iacútia - Ilha Kotelny (Terra de Bunge) |
| Mar Siberiano Oriental               | Estreito de Sannikov |
| Rússia                               | Iacútia - Ilha Pequena Lyakhovsky |
| Mar Siberiano Oriental               | Estreito de Sannikov |
| Rússia                               | Iacútia - Ilha Grande Lyakhovsky |
| Mar Siberiano Oriental               | Estreito de Laptev |
| Rússia                               | Iacútia Krai de Khabarovsk |
| Mar de Laptev                        | |
| Rússia                               | Krai de Khabarovsk |
| Mar de Okhotsk                       | |
| Rússia                               | Krai de Khabarovsk |
| Estreito da Tartária                 | |
| Japão                                | Ilha Rebun |
| Mar do Japão                         | |
| Japão                                | Ilha de Hokkaidō |
| Oceano Pacífico                      | Baía de Uchiura |
| Japão                                | Ilha de Hokkaidō - Península de Oshima |
| Estreito de Tsugaru                  | |
| Japão                                | Ilha de Honshū - Península de Shimokita |
| Baía de Mutsu                        | |
| Japão                                | Ilha de Honshū |
| Oceano Pacífico                      | Passa a leste da ilha Nishinoshima, Japão |
| Fronteira Indonésia-Papua-Nova Guiné | |
| Papua-Nova Guiné                     | A fronteira diverge para oeste para seguir o Rio Fly |
| Indonésia                            | A fronteira Indonésia-Papua-Nova Guiné segue paralelamente ao meridiano, ligeiramente a leste |
| Mar de Arafura                       | |
| Golfo de Carpentária                 | |
| Austrália                            | Queensland Fronteira Austrália Meridional / Queensland Fronteira Austrália Meridional / Nova Gales do Sulr Victoria - a fronteira com a Austrália Meridional segue paralelamente ao meridiano, ligeiramente a oeste |
| Oceano Índico                        | |
| Oceano Antártico                     | |
| Antártida                            | Terra Adélia, reclamada pela França |